# Iván Hurtado
Iván Jacinto Hurtado Angulo (ur. 16 sierpnia 1974 w Esmeraldas) – ekwadorski piłkarz występujący najczęściej na pozycji środkowego obrońcy.
Jest rekordzistą pod względem występów w reprezentacji swojego kraju oraz jej kapitanem. W drużynie narodowej zadebiutował 24 maja 1992 w meczu przeciwko Gwatemali.
Obdarzony przydomkiem „Bam-Bam”.